# Абделмаджид Тебун
Абделмаджид Тебун (на арабски: عبد المجيد تبون) е алжирски политик, който е президент на Алжир от 19 декември 2019 г.

## Ранен живот и образование
Абделмаджид Тебун е роден на 17 ноември 1945 г. в Мещерия, Алжир. Завършва Националното училище по администрация през 1969 г. със специалност икономика и финанси. По време на този период той придобива умения и знания, които по-късно му помагат в политическата кариера.

## Политическа кариера
Тебун започва кариерата си в държавната администрация и заема различни позиции, включително губернатор и министър на жилищното строителство. През годините той натрупва богат опит в управлението и администрацията.

## Министър на жилищното строителство
Тебун е назначен за министър на жилищното строителство през 2001 г. и остава на този пост до 2002 г. По време на мандата си той се фокусира върху развитието на жилищния сектор и подобряване на условията за живот в Алжир. Отново е назначен през 2012 г. на поста министър на жилищното строителство и градоустройството. Също така Абделмаджид Теббун поема и поста министър на търговията за известно време през 2017 г.

## Министър-председател
През май 2017 г. Тебун става министър-председател на Алжир, но служи само до август същата година. Въпреки краткия си мандат се стреми към реформи и борба с корупцията.

## Президентство
На 12 декември 2019 г. Тебун печели президентските избори в Алжир с 58,13% от гласовете и влиза в длъжност на 19 декември 2019 г. По време на мандата си той се фокусира върху икономическите реформи, подобряване на социалните условия и борба с корупцията. Той също така работи за укрепване на демократичните институции и насърчаване на човешките права в страната.

## Икономически реформи
Президентът Тебун предприема мерки за диверсификация на икономиката, която е силно зависима от петролните и газовите приходи. Той насърчава развитието на малките и средни предприятия и привличането на чуждестранни инвестиции.

## Борба с корупцията
Една от основните приоритети на Тебун е борбата с корупцията. Той въвежда строги мерки и закони за предотвратяване на корупционни практики в държавната администрация и бизнес средите.

## Международни отношения
По време на президентството си Тебун работи за укрепване на отношенията на Алжир с други държави, особено в Африка и Близкия изток. Той също така се стреми към засилване на ролята на Алжир в регионалната и международната политика.

## Личен живот
Абделмаджид Тебун е женен и има деца. Известен е с дискретния си начин на живот и отдадеността си към семейството.